# Gnophos serratilinea
Gnophos serratilinea là một loài bướm đêm trong họ Geometridae.